# Pseudoprimo di Eulero
Un numero n è detto pseudoprimo di Eulero in base a (con MCD(n,a)=1) se è un numero dispari composto e 
{\displaystyle a^{\frac {n-1}{2}}\equiv \pm 1\mod n}
dove mod è l'operazione modulo.
Questi numeri sono detti pseudoprimi perché tutti i numeri primi verificano questa proprietà, in base al piccolo teorema di Fermat. Infatti, secondo questo ogni numero a coprimo con n verifica
{\displaystyle a^{p-1}\equiv 1\mod p}
Se ora p>2, si ha
{\displaystyle a^{2\cdot {\frac {p-1}{2}}}\equiv 1\mod p}, ovvero {\displaystyle a^{\frac {p-1}{2}}\equiv \pm 1\mod p}
Una forma più forte della relazione precedente è
{\displaystyle a^{\frac {n-1}{2}}\equiv \left({\frac {a}{n}}\right)}
dove (a/n) è il simbolo di Legendre. Un numero che verifica questa uguaglianza è detto pseudoprimo di Eulero-Jacobi in base a. Ogni pseudoprimo di Eulero-Jacobi è anche uno pseudoprimo di Eulero, poiché il simbolo di Legendre può essere solamente 1 e -1, tuttavia esistono numeri del secondo tipo che non appartengono al primo insieme. Ad esempio 9 è uno pseudoprimo di Eulero in base 17, ma non uno pseudoprimo di Eulero-Jacobi; mentre in base 19 è uno pseudoprimo di Eulero e di Eulero-Jacobi. Infatti:
{\displaystyle (17)^{(9-1)/2}\equiv (-1)^{4}=1\mod 9}
{\displaystyle (17)^{(9-1)/2}\equiv (-1)^{4}=1\neq -1=\left({\frac {17}{9}}\right)\mod 9}
Invece, 
{\displaystyle (19)^{(9-1)/2}\equiv (1)^{4}=1\mod 9}.
{\displaystyle (19)^{(9-1)/2}\equiv (1)^{4}=1=1=\left({\frac {19}{9}}\right)\mod 9}
La differenza dei due casi (pseudoprimi di Eulero o di Eulero-Jacobi) si trova nella scelta di +1 o -1, che rende più raffinata la valutazione di Eulero-Jacobi.
Ogni pseudoprimo di Eulero è anche uno pseudoprimo di Fermat in base a, ma non vale il viceversa.
Esistono inoltre numeri che sono pseudoprimi di Eulero in ogni base a coprima con loro stessi; tali numeri sono detti pseudoprimi assoluti di Eulero. Questi numeri sono un sottoinsieme degli pseudoprimi assoluti di Fermat, generalmente chiamati numeri di Carmichael. Il più piccolo pseudoprimo assoluto di Eulero è 1729.